# 波琳娜·古里耶娃
波琳娜·古里耶娃（1999年10月5日—）是一名土库曼斯坦举重运动员。她参加了2020年东京奥运会，并在女子59公斤级举重比赛中夺得银牌。这也是土库曼斯坦获得的首枚奥运会奖牌。古里耶娃还是继马拉特·尼亚佐夫（1960年罗马奥运会，代表苏联）和达尼亚·伊斯马伊洛夫（目前代表土耳其）之后，第三位获得过奥运会奖牌的土库曼籍运动员。

## 早年经历
古里耶娃于1999年10月5日在土库曼斯坦首都阿什哈巴德出生。她从2011年开始在当地学习艺术体操，后来转向举重。
古里耶娃就读于土库曼斯坦国家体育和旅游学院，她在阿什哈巴德生活和训练；2021年她的教练是Artur Emiryan。